# Universidade Federal Rural de Pernambuco
A Universidade Federal Rural de Pernambuco (UFRPE) é uma instituição de ensino superior público brasileira, especializada em cursos no âmbito das ciências agrárias e em outros cursos que concorram ou venham a concorrer para o desenvolvimento do meio rural. Nos últimos anos a universidade tem agregado uma maior variedade de cursos, inclusive não ligados ao meio rural.
A UFRPE possui quatro campi, sendo sua sede em Recife, um em Belo Jardim no Agreste do estado, um em Cabo de Santo Agostinho, na região metropolitana e outro  em Serra Talhada no Sertão. A UFRPE ainda possui campi avançados espalhados por todo o estado.

## História
A célula embrionária da Universidade Federal Rural de Pernambuco é o lançamento da pedra fundamental do edifício que viria a abrigar as Escolas Superiores de Agricultura e Medicina Veterinária, em 3 de novembro de 1912, que seriam inauguradas no dia 1 de fevereiro de 1914, na cidade de Olinda, pelo Reverendo Abade do Mosteiro de São Bento, Dom Pedro Roeser.
O curso de Agronomia posteriormente foi transferido para o Engenho São Bento, em São Lourenço da Mata, Pernambuco, permanecendo o curso de Veterinária em Olinda, compondo a Escola Superior de Veterinária São Bento. Em 9 de dezembro de 1936, a Escola Superior de Agricultura São Bento foi estadualizada pela Lei Estadual nº 2443 e Ato nº 1.802, passando a denominar-se Escola Superior de Agricultura de Pernambuco (ESAP) e, em 1938, seria transferida para o Recife.
A Universidade Rural de Pernambuco foi criada Pelo Decreto Estadual nº 1.741, de 24 de julho de 1947, incorporando as Escolas Superiores de Agricultura, Veterinária, e a Escola Agrotécnica de São Lourenço da Mata e o Curso de Magistério de Economia Doméstica Rural, sendo federalizada pela Lei Federal nº 2.524, de 4 de julho de 1955, passando a denominar-se Universidade Federal Rural de Pernambuco (UFRPE) em maio de 1974.
As atividades universitárias estão concentradas no campus de Dois Irmãos, em Recife, tendo como apoio 6 campi avançados, um Centro Tecnológico de Cana de Açúcar, um campi em Serra Talhada (UAST), em Belo Jardim ([UABJ)  e outro em Cabo de Santo Agostinho (UACSA), oferecendo cursos nas áreas de ciências agrárias, humanas e sociais, biológicas, exatas e da Terra. A universidade oferece 54 cursos de graduação, sendo 45 presenciais e 9 a distância, 32 cursos de mestrado acadêmico, 5 de mestrado profissional e 18 cursos de doutorado.
Além das atividades de ensino superior, a universidade oferece cursos de técnico em agropecuária, técnico em alimento, técnico em administração e ensino médio, através do Colégio Agrícola Dom Agostinho Ikas (CODAI).

### Desmembramento do campus de Garanhuns para a formação da UFAPE
Entre os anos de 2005 e 2018, a UFRPE manteve uma unidade acadêmica na cidade de Garanhuns. A partir de abril de 2018, a unidade foi desmembrada para formar uma nova instituição de ensino independente chamada Universidade Federal do Agreste de Pernambuco (UFAPE).

## Estrutura
As universidades públicas no Brasil, em especial aquelas vinculadas ao Sistema Federal de ensino, adotam um modelo organizacional que se caracteriza por muitas similaridades em que predominam as decisões de órgãos colegiados. No caso da UFRPE, há dois colegiados superiores: 
- Conselho Universitário (CONSU): estabelece as linhas políticas orientadoras da Universidade; e
- Conselho de Ensino, Pesquisa e Extensão (CEPE): encarregado de detalhar e coordenar a política acadêmica da instituição;
- Conselho de Curadores (CC): responsável pela fiscalização da execução econômico-financeira da UFRPE.

A estrutura da Reitoria – órgão básico da Administração Central da Universidade – conta, também, com as Pró-Reitorias, as Diretorias e as Coordenadorias, órgãos encarregados de dar consequência às decisões do Conselho Universitário e do CEPE.
A estrutura da UFRPE inclui, ainda, Unidades Acadêmicas e Unidades Especiais, encarregadas de ministrar o ensino, desenvolver projetos de pesquisa e de extensão e, também, de prestar serviços à comunidade. Departamentos e cursos são subordinados às Unidades Acadêmicas. Cada curso é administrado por um Colegiado, cuja autoridade exercida pelo Coordenador. Os estudantes são diretamente vinculados ao Colegiado de seu curso.

### Campiuniversitários
Os campi universitários da UFRPE são unidades acadêmicas que agregam as seguintes cursos:
| Campus-Sede ou Campus de Dois Irmãos (Recife)                                 |                                                 |                                                            |                                           |
| Departamento de Administração                                                 | Departamento de Agronomia                       | Departamento de Biologia                                   | Departamento de Ciência Florestal         |
| Departamento de Ciências do Consumo                                           | Departamento de Ciências Econômicas             | Departamento de Ciências Sociais                           | Departamento de Computação                |
| Departamento de Educação                                                      | Departamento de Educação Física                 | Departamento de Engenharia Agrícola                        | Departamento de Estatística e Informática |
| Departamento de Física                                                        | Departamento de História                        | Departamento de Letras                                     | Departamento de Matemática                |
| Departamento de Medicina Veterinária                                          | Departamento de Morfologia e Fisiologia Animal  | Departamento de Pesca e Aquicultura                        | Departamento de Química                   |
| Departamento de Tecnologia Rural                                              | Departamento de Zootecnia                       |                                                            |                                           |
| Campus Unidade Acadêmica de Serra Talhada (Serra Talhada)                     |                                                 |                                                            |                                           |
| Ciências Biológicas (bacharelado)                                             | Ciências Econômicas (bacharelado)               | Sistemas de Informação (bacharelado)                       | Agronomia (bacharelado)                   |
| Engenharia de pesca (bacharelado)                                             | Zootecnia (bacharelado)                         | Administração (bacharelado)                                | Química (licenciatura)                    |
| Letras (licenciatura)                                                         | Produção Vegetal (pós-graduação stricto sensu)  | Biodiversidade e Conservação (pós-graduação stricto sensu) |                                           |
| Campus Unidade Acadêmica de Belo Jardim (Belo Jardim)                         |                                                 |                                                            |                                           |
| Engenharia da Computação (graduação)                                          | Engenharia de Controle e Automação (graduação)  | Engenharia Hídrica (graduação)                             | Engenharia Química (graduação)            |
| Campus Unidade Acadêmica de Cabo de Santo Agostinho (Cabo de Santo Agostinho) |                                                 |                                                            |                                           |
| Engenharia Civil (graduação)                                                  | Engenharia de Materiais (graduação)             | Engenharia Elétrica (graduação)                            | Engenharia Eletrônica (graduação)         |
| Engenharia Mecânica (graduação)                                               | Engenharia Física (pós-graduação stricto sensu) |                                                            |                                           |
| Unidade Acadêmica de Educação a Distância e Tecnologia (UEADTec)              |                                                 |                                                            |                                           |
| Colégio Agrícola Dom Agostinho Ikas                                           |                                                 |                                                            |                                           |

## Reitores
Galeria de reitores da UFRPE:
| Ano                         | Reitor                                | Vice-reitor                                      |
| 1954-jun/1962               | Manuel Rodrigues Filho                | desconhecido                                     |
| 1962-1963                   | Renato Ramos de Farias                | desconhecido                                     |
| 1963                        | João de Vasconcelos Sobrinho          | desconhecido                                     |
| 1964-1967                   | João de Deus Oliveira Dias            | desconhecido                                     |
| 1967-1969                   | Artur Lopes Pereira                   | desconhecido                                     |
| 1969-1973                   | Adierson Erasmo de Azevedo            | desconhecido Murilo Salgado Carneiro (1971-1973) |
| 1973-1974                   | Murilo Salgado Carneiro               | cargo vago                                       |
| 1974-1978                   | Humberto Carneiro                     | desconhecido                                     |
| 1978-1982                   | Naldo Halliday Pires Ferreira         | desconhecido                                     |
| 1982-1983                   | Murilo Salgado Carneiro               | desconhecido                                     |
| 1983-1987                   | Waldecy Fernandes Pinto               | desconhecido                                     |
| 1987-1991                   | João Baptista Oliveira dos Santos     | desconhecido                                     |
| 1991-1995                   | Manoel Francisco de Moraes Cavalcanti | Valmar Corrêa de Andrade                         |
| 1995-1999 1999-2003         | Emídio Cantídio de Oliveira Filho     | desconhecido                                     |
| 2004-2008 2008-2012         | Valmar Corrêa de Andrade              | Reginaldo Barros                                 |
| mai/2012-2016 2016-mai/2020 | Maria José de Sena                    | Marcelo Brito Carneiro Leão                      |
| mai/2020-2024               | Marcelo Brito Carneiro Leão           | Gabriel Rivas                                    |

## Pessoas notáveis

### Professores
- Graça Ataíde (História)
- Maria Celene Cardoso de Almeida (Agronomia)
- Robinson Cavalcanti (Ciências sociais)
- Roldão de Siqueira Fontes (Agronomia, Ecologia)
- João de Vasconcelos Sobrinho (Agronomia, Ecologia)

### Alumni
- Dionysio Costa Meilli (Medicina Veterinária)
- Artur Silva (Engenharia de pesca)
- Anísio Maia (Medicina Veterinária)
- Iradilson Sampaio (Medicina Veterinária)
- Ismael Gaião (Agronomia)
- Maria Celene Cardoso de Almeida (Agronomia)
- Odijas Carvalho de Souza (Agronomia)

### Doutoreshonoris causapela UFRPE
A UFRPE concedeu o título de doutor honoris causa para os seguintes laureados:
- Dom Hélder Câmara
- Naná Vasconcelos
- Daisaku Ikeda